# MSirda Fouaga
MSirda Fouaga (în arabă مسيردة الفواقة) este o comună din provincia Tlemcen, Algeria.
Populația comunei este de 5.693 de locuitori (2008).